# Wahlkreis Nr. 14 (Senat der Republik Polen, 2001–2011)
Der Wahlkreis Nr. 14 (polnisch Okręg wyborczy nr 14) war ein von 2001 bis 2011 bestehender Wahlkreis für die Wahl des Senats der Republik Polen und wurde auf Grundlage der Ordynacja wyborcza do Sejmu Rzeczypospolitej Polskiej i do Senatu Rzeczypospolitej Polskiej (Wahlordnung für den Sejm der Republik Polen und für den Senat der Republik Polen) vom 12. April 2001 (Dz.U. 2001 nr 46 poz. 499) errichtet. Die erste Wahl, die im Wahlkreis stattfand, war die Parlamentswahl am 23. September 2001.
Der Wahlkreis umfasste nach der Anlage Nr. 2 (Załącznik nr 2) der Ordynacja wyborcza do Sejmu Rzeczypospolitej Polskiej i do Senatu Rzeczypospolitej Polskiej in der letzten Bekanntmachung vom 30. Juni 2005 (Dz.U. 2005 nr 140 poz. 1173) die kreisfreie Stadt Tarnów und die Powiate Bocheński, Brzeski, Dąbrowski, Proszowicki, Tarnowski und Wielicki der Woiwodschaft Kleinpolen (Województwo małopolskie).
Durch den Wechsel von Mehrpersonenwahlkreisen zu Einpersonenwahlkreisen wurde der Wahlkreis Nr. 14 im Jahr 2011 aufgelöst. Das Gebiet des Wahlkreises entspricht den Wahlkreisen Nr. 34 und Nr. 35 seit 2011.
Der Sitz der Wahlkreiskommission war Tarnów.

## Wahlkreisvertreter
| WP   | Wahl | Senator (Wahlkomitee) | Senator (Wahlkomitee)                            | Senator (Wahlkomitee)                            | Senator (Wahlkomitee)                                             |
| ---- | ---- | --------------------- | ------------------------------------------------ | ------------------------------------------------ | ----------------------------------------------------------------- |
| V.   | 2001 |                       | Józef Sztorc (KW Polskiego Stronnictwa Ludowego) |                                                  | Mieczysław Mietła (KKW Sojusz Lewicy Demokratycznej – Unia Pracy) |
| VI.  | 2005 |                       | Kazimierz Wiatr (KW Prawo i Sprawiedliwość)      |                                                  | Urszula Józefa Gacek (KW Platforma Obywatelska RP)                |
| VII. | 2007 |                       | Kazimierz Wiatr (KW Prawo i Sprawiedliwość)      | Kazimierz Adam Wiatr (KW Prawo i Sprawiedliwość) |                                                                   |

## Wahlergebnisse

### Parlamentswahl 2001
Die Wahl fand am 23. September 2001 statt.
| #  | Kandidat | Kandidat                   | Wahlkomitee                                              | Stimmen | Prozent |
| -- | -------- | -------------------------- | -------------------------------------------------------- | ------- | ------- |
| 1  |          | Stanisław Ablewicz         | KWW „Pomoc Potrzebującym“                                | 30.967  | 13,51 % |
| 2  |          | Marek Ciesielczyk          | KWW PRZECIW KORUPCJI                                     | 43.857  | 19,13 % |
| 3  |          | Stanisław Kracik           | KWW Blok Senat 2001                                      | 34.527  | 15,06 % |
| 4  |          | Czesław Kwaśniak           | KWW Kandydata na Senatora RP Czesława Kwaśniaka          | 22.429  | 9,78 %  |
| 5  |          | Renata Kazimiera Lechowicz | KW Konserwatywno-Liberalnej Partii Unia Polityki Realnej | 16.829  | 7,34 %  |
| 6  |          | Mieczysław Mietła          | KKW Sojusz Lewicy Demokratycznej – Unia Pracy            | 47.720  | 20,81 % |
| 7  |          | Ryszard Pagacz             | KW Polskiego Stronnictwa Ludowego                        | 41.225  | 17,98 % |
| 8  |          | Tadeusz Salwa              | KKW Sojusz Lewicy Demokratycznej – Unia Pracy            | 40.185  | 17,53 % |
| 9  |          | Andrzej Sikora             | KWW Blok Senat 2001                                      | 30.059  | 13,11 % |
| 10 |          | Józef Sztorc               | KW Polskiego Stronnictwa Ludowego                        | 55.846  | 24,36 % |
| 11 |          | Michał Wojtkiewicz         | KWW MICHAŁA WOJTKIEWICZA                                 | 17.344  | 7,56 %  |

Wahlberechtigte: 512.799 – Wahlbeteiligung: 46,58 % – Quelle: Dz.U. 2001 nr 109 poz. 1187

### Parlamentswahl 2005
Die Wahl fand am 25. September 2005 statt.
| #  | Kandidat | Kandidat                    | Wahlkomitee                                                        | Stimmen | Prozent |
| -- | -------- | --------------------------- | ------------------------------------------------------------------ | ------- | ------- |
| 1  |          | Paweł Piotr Augustyn        | KW Dom Ojczysty                                                    | 13.964  | 6,24 %  |
| 2  |          | Adam Biedroń                | KWW–Ogólnopolska Koalicja Obywatelska                              | 8.552   | 3,82 %  |
| 3  |          | Roman Ciepiela              | KWW „Wspólnota Małopolska – Senat 2005“                            | 16.464  | 7,35 %  |
| 4  |          | Urszula Józefa Gacek        | KW Platforma Obywatelska RP                                        | 51.333  | 22,92 % |
| 5  |          | Mariusz Krzysztof Grabowski | KW Stronnictwa „Porozumienie Polskie“                              | 13.739  | 6,14 %  |
| 6  |          | Wojciech Jan Grzeszek       | KW Liga Polskich Rodzin                                            | 40.239  | 17,97 % |
| 7  |          | Lidia Barbara Jaźwińska     | KWW–Ogólnopolska Koalicja Obywatelska                              | 5.693   | 2,54 %  |
| 8  |          | Józef Jedynak               | KWW „Wygrajmy przyszłość“ kandydata na senatora RP Józefa Jedynaka | 9.033   | 4,03 %  |
| 9  |          | Mieczysław Mietła           | KW Sojusz Lewicy Demokratycznej                                    | 20.714  | 9,25 %  |
| 10 |          | Waldemar Witold Pajek       | KW Samoobrona Rzeczpospolitej Polskiej                             | 16.071  | 7,18 %  |
| 11 |          | Jerzy Wojciech Pantera      | KW Partii Demokratycznej–demokraci.pl                              | 11.087  | 4,95 %  |
| 12 |          | Zdzisław Józef Sumara       | KWW Osoba-Rodzina-Naród                                            | 4.133   | 1,85 %  |
| 13 |          | Józef Szambelan             | KW Samoobrona Rzeczpospolitej Polskiej                             | 18.021  | 8,05 %  |
| 14 |          | Andrzej Sztorc              | KW Polskiego Stronnictwa Ludowego                                  | 29.221  | 13,05 % |
| 15 |          | Józef Sztorc                | Ludowy KWW Józefa Sztorca                                          | 29.749  | 13,29 % |
| 16 |          | Kazimierz Wiatr             | KW Prawo i Sprawiedliwość                                          | 81.911  | 36,58 % |

Wahlberechtigte: 543.069 – Wahlbeteiligung: 42,75 % – Quelle: Dz.U. 2005 nr 195 poz. 1627

### Parlamentswahl 2007
Die Wahl fand am 21. Oktober 2007 statt.
| # | Kandidat | Kandidat               | Wahlkomitee                           | Stimmen | Prozent |
| - | -------- | ---------------------- | ------------------------------------- | ------- | ------- |
| 1 |          | Marek Ciesielczyk      | KWW Przeciw Korupcji                  | 28.745  | 10,14 % |
| 2 |          | Barbara Gacek          | KW Polskiego Stronnictwa Ludowego     | 36.175  | 12,76 % |
| 3 |          | Urszula Józefa Gacek   | KW Platforma Obywatelska RP           | 75.085  | 26,49 % |
| 4 |          | Bernard Karasiewicz    | KW Platforma Obywatelska RP           | 62.907  | 22,20 % |
| 5 |          | Maciej Klima           | KW Prawo i Sprawiedliwość             | 104.393 | 36,83 % |
| 6 |          | Tomasz Początek        | KKW Lewica i Demokraci SLD+SDPL+PD+UP | 27.389  | 9,66 %  |
| 7 |          | Ludwik Kajetan Węgrzyn | KW Polskiego Stronnictwa Ludowego     | 32.831  | 11,58 % |
| 8 |          | Kazimierz Adam Wiatr   | KW Prawo i Sprawiedliwość             | 101.918 | 35,96 % |

Wahlberechtigte: 552.942 – Wahlbeteiligung: 52,26 % – Quelle: Dz.U. 2007 nr 198 poz. 1439